# Marie Heese

Marie Heese (1825–1853) als Gretchen im Faust, zeitgenössisches Ölgemälde von Gustav Adolf Barthel

Marie Heese, geborene Marie Herbold (29. Juni 1825 in Wiesbaden – 29. Oktober 1853 in Dresden) war eine deutsche Theaterschauspielerin.

## Leben
Marie Herbold war eine Tochter des Opernsängers Johann Karl Herbold (11. Dezember 1794–28. Oktober 1843). Sie betrat schon als Kind die Bühne, so dass Franz Ignaz von Holbein, der sie in Mainz bei einem Auftritt gesehen hatte, auf sie aufmerksam wurde. Er wollte sie schnellstmöglich für das Burgtheater engagieren. Dieses Engagement kam nicht zustande, da ihr davon abgeraten wurde. 1841 nahm sie ein Engagement am Hoftheater in Kassel an, wo sie bis 1845 wirkte und durch ihren Anmut und ihre liebenswürdige Art angenehm auffiel. Im Jahr 1845 trat sie in Braunschweig und anschließend in Breslau auf. Dort war sie zunächst in der Rolle des Kätchen zu sehen und Rudolf Heese, ihr späterer Ehemann spielte den Grafen Wetter. Anschließend trat sie erfolgreich in dem Lyrischen Drama in einem Akt mit dem Namen König Rene’s Tochter von Henrik Hertz auf, das beim Publikum so beliebt war, dass es in mehreren Wiederholungen aufgeführt wurde. Auch in dem Schauspiel ’s Lorle oder Dorf und Stadt das auf einer Novelle von Berthold Auerbach basierte (Schwarzwälder Dorfgeschichten), war sie in achtzehn Vorstellungen zu sehen. Weitere Auftritte hatte sie in Breslau als Partnerin des Schauspielers Emil Devrient, oder als „Luise“ und „Königin“ in Don Carlos.
Von 1847 bis 1848 im Theater an der Josefstadt in Wien auf, wobei sie bei den letzten Engagements bereits gemeinsam mit ihrem Ehemann Rudolf Heese auftrat. Dieser war kein gelernter Schauspieler und so auf das Lustspiel und mit den Rollen gemütlicher, humoristischer Lebemänner betraut. 1851 wechselte sie von Wien aus an das Hoftheater nach Dresden. Ihre Karriere endete unerwartet, als sie nach einer Entbindung nicht mehr gesund wurde und am 29. Oktober 1853 an den Folgen starb.

## Familie
Marie Herbold heiratete 1847 den Schauspieler Rudolf Heese, auch Rudolph Heese, († 8. Februar 1870).
- Clara Heese (auch Klara, 20. Mai 1853–7. Oktober 1921) wurde ebenfalls Schauspielerin. Sie debütierte am Hoftheater Dresden, setzte ihre Karriere in Meiningen und am Wiener Burgtheater fort und war ab 1882 am Hoftheater München engagiert. Bekannt wurde sie für ihre Titelrolle bei der Uraufführung von Henrik Ibsens Hedda Gabler, für die sie allerdings überwiegend negative Kritiken bekam.[7]

Ihr Bruder Karl Herbold war wie der Vater ebenfalls Opernsänger und Schauspieler.